# كانون 1 دي سي
كانون 1 دي سي (بالإنجليزية: Canon EOS-1D C)‏ هي كاميرا احترافية 18.1 ميجا بيكسل من إنتاج شركة كانون وقد طرحت في السوق في أبريل 2012